# Петровський Петро Григорович
Петро Григорович Петровський (1899 — 1941) — російський революціонер, партійний діяч, делегат VIII, X, XI, XII, XIII, XIV і XV з'їздів партії, 5 і 6 конгресів Комінтерну, професор. Син Григорія Петровського. Розстріляний НКВД.

## Біографія
Син Григорія Петровського, брат Леоніда Петровського і А. Г. Петровської (Загер). Член РСДРП(б) з 1916, 1917 закінчив гімназію.
З лютого 1917 по лютий 1918 помічник секретаря, член Різдвяного комітету РСДРП(б) в Петрограді. В 1917 секретар Виборзького райкому РСДРП(б) у Петрограді, брав участь у штурмі Зимового палацу. З жовтня по листопад 1917 в Червоної гвардії в Петрограді. З березня по травень 1918 голова Агітаційно-організаційної колегії міського районного комітету РКП(б) в Москві. У липні 1918 помічник комісара штабу 4-ї армії на Східному фронті, до вересня 1918 голова ЧК при політичному відділі штабу 4-ї армії, товариш голови Самарської губернської фронтовий ЧК. З жовтня 1918 до 22-ї стрілецької дивізії 4-ї армії. З листопада по грудень 1918 комісар штабу 4-ї армії на Східному фронті. З грудня 1918 по січень 1919 голова Самарської губернської ЧК, заступник військкома 22-ї стрілецької дивізії, член Уральського обласного революційного комітету. З січня 1919 воєнком, начальник політичного відділу 22-ї стрілецької дивізії. З лютого 1919 завідувач Уральським губернським відділом управління. З лютого 1919 р. по лютий 1921 главный редактор газети «Яіцька правда» в Уральську, також з квітня по вересень 1919 голова Уральського міського комітету РКП(б), голова Уральського міського революційного комітету, з червня 1919 по липень 1920 секретар Уральського губернського комітету РКП(б), з вересня 1919 член Правління Уральського губернського Спілки працівників радянських установ, з липня по жовтень 1920 комісар Уральської бойової дружини, і до липня 1921 відповідальний секретар Уральського губернського комітету РКП(б). У березні 1921 учасник придушення  Кронштадтського заколоту. З липня по грудень 1921 голова Тверського губернського Раднаргоспу. З 15 грудня 1921 по 23 березня 1922 відповідальний секретар Тверського губернського комітету РКП(б), також з березня по жовтень 1922 воєнком, начальник політичного відділу 6-ї Орловської стрілецької дивізії.цької дивізії.
У 1922 начальник Головного управління вищих навчальних закладів Народного комісаріату освіти РРФСР, у 1922-1925 член Центрального комітету Комсомолу. З листопада 1922 по грудень 1923 заступник завідувача Політико-освітнім відділом ЦК РКСМ. З грудня 1923 по квітень 1924 відповідальний секретар Московського комітету РКСМ. З 1923 по 1925 голова делегації ЦК РКСМ в Комуністичному Інтернаціоналі Молоді та редактор журналу «Інтернаціонал молоді». З квітня 1924 по березень 1926 слухач Курсів марксизму-ленінізму при Соціалістичної академії.
З 1925 на нелегальній роботі в Німеччині та Чехословаччині, в тому ж році заарештований в Нідерландах; у 1926 звільнений.
З лютого 1926 по березень 1927 заступник завідувача Агітаційно-пропагандистським відділом Ленінградського міського комітету ВКП(б). З жовтня 1926 по грудень 1928 відповідальний редактор журналу «Зірка», член редакційної колегії і відповідальний редактор газети «Ленінградська правда».
З грудня 1928 по січень 1929 в розпорядженні ЦК ВКП(б). З січня 1929 по травень 1931 заступник редактора журналу «Нижнє Поволжя» у Саратові. З травня по листопад 1931 завідувач Відділу кадрів, заступник директора Всесоюзного інституту зернового господарства в Саратові. З 1932 викладач політичної економії Харківського інституту механізації та електрифікації сільського господарства.

## Репресії
28 вересня 1932 заарештований за підписання маніфесту М. Н. Рютина «До всіх членів ВКП(б)». 11 жовтня того ж року засуджений до заслання на один рік в Актюбінськ. З жовтня 1932 плановик Управління уповноваженого з сільськогосподарських заготівель по Актюбінській області. 18 лютого 1933 заарештований 19 квітня того ж року засуджений до трьох років позбавлення волі, проте вже в липні 1934 звільнений. З жовтня 1934 відповідальний інструктор Об'єднаного державного видавництва.
23 лютого 1937 знову заарештований. 10 листопада 1937 за звинуваченням у приналежності до антирадянської організації засуджений до 15 років позбавлення волі і 5 років поразки в правах. 11 вересня 1941 р. розстріляний біля Орла за вироком Військової колегії Верховного суду СРСР. Реабілітований посмертно 19 вересня 1957 ухвалою Військової колегії Верховного Суду СРСР.